# Labomimus
Labomimus es un género de escarabajos de la familia Staphylinidae.

## Especies
- Labomimus bannaus
- Labomimus cognatus
- Labomimus dabashanus
- Labomimus fimbriatus
- Labomimus foveolatus
- Labomimus harmandi
- Labomimus heterocerus
- Labomimus jiudingensis
- Labomimus jizuensis
- Labomimus maoershanus
- Labomimus mirus
- Labomimus paratorus
- Labomimus quadratithorax
- Labomimus reitteri
- Labomimus sarculus
- Labomimus schuelkei
- Labomimus shibatai
- Labomimus sichuanicus
- Labomimus simplicipalpus
- Labomimus tibialis
- Labomimus torticornis
- Labomimus torus
- Labomimus venustus
- Labomimus vespertilio